# 埃斯科瓦尔德波伦多斯
埃斯科瓦尔德波伦多斯，是西班牙卡斯蒂利亚-莱昂塞戈维亚省的一个市镇。 总面积40平方公里，总人口252人（2001年），人口密度6人/平方公里。